# شونتل براون
شونتل مونیک براون (زاده ۲۴ ژوئن ۱۹۷۵) یک سیاستمدار آمریکایی است که از سال ۲۰۲۱ به عنوان نماینده ایالات متحده در حوزه یازدهم کنگره اوهایو خدمت کرده است. براون یکی از اعضای حزب دموکرات است و قبلاً به عنوان عضو شورای شهرستان کویاهوگا به نمایندگی از ناحیه ۹ خدمت می‌کرد. او پس از استعفای مارسیا فاج به عنوان وزیر مسکن و شهرسازی در دوره ریاست جمهوری جو بایدن انتخاب شد.
براون مدرک کاردانی علوم را در رشته مدیریت بازرگانی از کالج جامعه کویاهوگا دریافت کرد. او دارای مدرک لیسانس علوم در مدیریت سازمانی از دانشگاه ویلبرفورس است.
براون یک باپتیست است.